# Operación Córdova
La Operación Cordova u Operación Choco fue un operativo del Ejército Nacional de Colombia, en contra de la guerrilla del Movimiento 19 de abril (M-19), desarrollado en 1982, en Choco. Esta operación terminó con el aniquilamiento de un grupo de 40 guerrilleros.

## Antecedentes
Se  desarrollaba el gobierno de Julio César Turbay (1978-1982), que había implantado el Estatuto de Seguridad, y el Movimiento 19 de abril (M-19), había realizado acciones como el robo de armas del Cantón Norte en 1979, la toma de la embajada de la República Dominicana en 1980, (ambas en Bogotá) que terminó con el arribo de los guerrilleros y los rehenes a Cuba.

## Operación
El 6 de febrero de 1981 un grupo de 40 guerrilleros del Movimiento 19 Abril (M-19) llegó a las playas de la Ensenada de Utría (Chocó), provenientes de Cuba donde recibieron entrenamiento militar. Entre los que se encontraba Carmenza Cardona Londoño La Chiqui, vocera del M-19  durante la Toma de la Embajada de la República Dominicana, luego se dirigieron a la cordillera Occidental, en límites con Antioquia y Risaralda. Sin embargo fracasaron frente a la falta de suministros, la falta de comunicaciones y de apoyo de las comunidades indígenas emberás de la zona y la reacción del Ejército Nacional.

## Resultado
El Ejército Nacional reacciono con represión y rápidamente liquidó a la columna guerrillera terminando el operativo con 35 desaparecidos hasta la fecha. Continuaron las operaciones militares y represivas sobre las comunidades indígenas emberás.

## Biografía
Villamizar, Dario. Crónica de una guerrilla perdida: la historia inédita de la columna del M-19 que desapareció en la selva del Chocó”. Penguin Random House Grupo Editorial. 2022